# Made in Germany 1995-2011
Made in Germany 1995–2011 est une compilation de Rammstein sortie en 2011. Elle se compose d'anciennes chansons du groupe remastérisées et d'une chanson inédite, Mein Land.

## Versions
- Édition standard : 1 CD (Contient 15 "classiques" + 1 inédit)
- Édition spéciale : 2 CD (Contient l'édition standard + 1 CD comprenant 17 remix)
- Édition super deluxe : 2 CD + 3 DVD (Contient l'édition spéciale + 3 DVD comprenant tous les clips de Rammstein)

Chaque édition a une pochette différente avec les masques mortuaires de chaque membre du groupe.

## Certifications
- Allemagne
  - Disque de Platine[1] (200 000 ventes)
- Danemark
  - Disque de Platine[2] (20 000 ventes)
- Pologne
  - Disque de Platine[3] (20 000 ventes)
- Autriche
  - Disque d'Or[4] (10 000 ventes)
- Russie
  - Disque d'Or[5] (5 000 ventes)
- Belgique
  - Disque d'Or[6] (15 000 ventes)

## Liste des titres

### CD 1
1. Engel
2. Links 2-3-4
3. Keine Lust
4. Mein Teil
5. Du hast
6. Du riechst so gut
7. Ich will
8. Mein Herz brennt
9. Mutter
10. Pussy
11. Rosenrot
12. Haifisch
13. Amerika
14. Sonne
15. Ohne dich
16. Mein Land

### CD 2
1. Du riechst so gut (Remix by Faith No More)
2. Du hast (Remix by Jacob Hellner (en))
3. Stripped (Psilonaut Remix by Johan Edlund-Tiamat)
4. Sonne (K.O. remix by Clawfinger)
5. Links 2-3-4 (Technolectro remix by WestBam)
6. Mutter (Incubator remix by Sono)
7. Feuer Frei ! (Remix by Junkie XL)
8. Mein Teil (You Are What You Eat remix by Pet Shop Boys)
9. Amerika (Western remix by Olsen Involtini)
10. Ohne dich (Mina Harker remix by Laibach)
11. Keine Lust (Remix by Black Strobe)
12. Benzin (Combustion remix by Meshuggah)
13. Rosenrot (Northern Lite remix by Northern Lite)
14. Pussy (Lick It remix by Scooter)
15. Rammlied (Rammin' The Steins remix by Devin Townsend)
16. Ich tu dir weh (Remix by F*kkk Offf)
17. Haifisch (Remix by Hurts)

### DVD 1: période Herzeleid/Sehnsucht
1. Clip et making of Du riechst so gut '95
2. Clip et making of Seemann
3. Clip et making of Rammstein
4. Clip et making of Engel
5. Clip et making of Du hast
6. Clip et making of Du riechst so gut '98
7. Clip et making of Stripped

### DVD 2: période Mutter/Reise Reise
1. Clip et making of Sonne
2. Clip et making of Links 2-3-4
3. Clip et making of Ich will
4. Clip et making of Mutter
5. Clip et making of Feuer Frei !
6. Clip et making of Mein Teil
7. Clip et making of Amerika
8. Clip et making of Ohne dich
9. Clip et making of Keine Lust

### DVD 3: période Rosenrot/Liebe ist für alle da
1. Clip et making of Benzin
2. Clip et making of Rosenrot
3. Clip et making of Mann gegen Mann
4. Clip et making of Pussy
5. Clip et making of Ich tu dir weh
6. Clip et making of Haifisch
7. Clip et making of Mein Land